# Eagles de Varsovie
Pour les articles homonymes, voir Eagles (homonymie).
Stade
Champion 2006, 2008, 2018, 2024

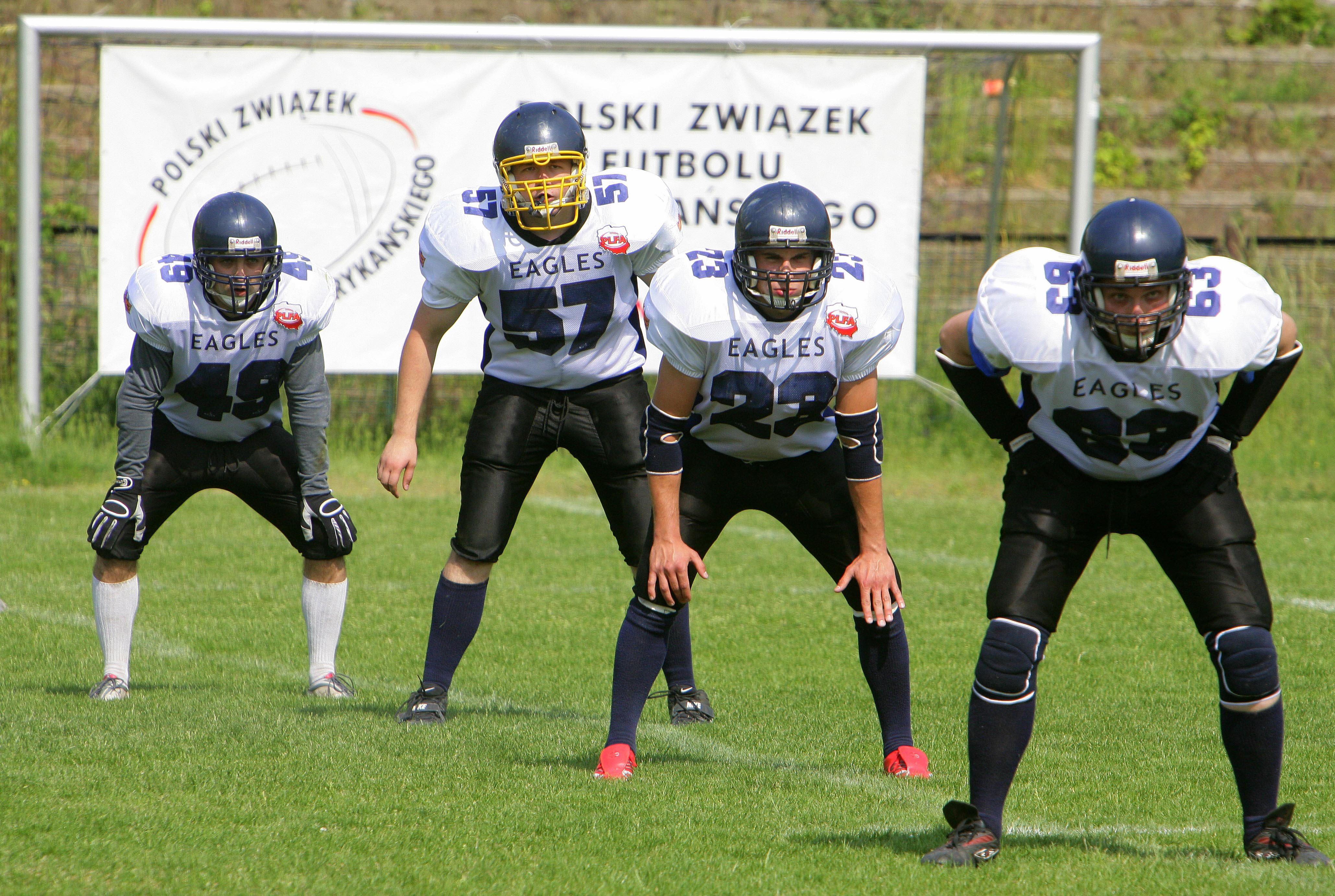

Les Eagles de Varsovie (Warsaw Eagles) est un club polonais de football américain basé à Varsovie. Ce club a été fondé en 1999. Les Eagles jouent en PLFA depuis 2006.

## Palmarès
- Champion de Pologne : 2006, 2008, 2018, 2024.